# 木荷生小煤炱
木荷生小煤炱（学名：Meliola schimicola）是属于小煤炱目小煤炱科小煤炱属的一种真菌，寄生在木荷属植物上。该种分布于中国、印度、印度尼西亚。